# Sagna (gmina)
Sagna – gmina w Rumunii, w okręgu Neamț. Obejmuje miejscowości Luțca, Sagna i Vulpășești. W 2011 roku liczyła 3883 mieszkańców.